# マイケル・マクドナルド (陸上選手)
マイケル・マクドナルド（Michael McDonald、1975年3月17日 - ）は、ジャマイカの陸上競技選手。1996年アトランタオリンピックの金メダリストである。ジャマイカ北東部セント・メアリー教区出身。

## 経歴
マクドナルドは、1990年代後半から2000年前半にかけて活躍した400mを得意としたランナーである。1994年にリスボンで開催された世界ジュニア選手権の400mで45秒83で金メダル、4×400mリレーでもジャマイカチームで銀メダルを獲得。翌1995年イェーテボリで開催された世界選手権が初めてのシニアのカテゴリでの大舞台となったが、この大会でも4×400mリレーで銀メダルを獲得した。
初めてのオリンピックとなった、1996年アトランタオリンピックでは、個人種目の400mは準決勝で敗退したものの、4×400mリレーでは、グレッグ・ホートン、ロキシバート・マーティン、ダヴィアン・クラークとともに、銅メダルを獲得した。翌年の1997年のアテネで開催された世界選手権の4×400mリレーでも2分56秒75のジャマイカ新記録で銅メダル。オリンピック、世界選手権のリレーで3年連続のメダル獲得となった。しかし、400mではオリンピックと同じく準決勝で敗退している。
1998年のコモンウェルスゲームズの4×400mリレーでは、ライバルのイギリスが、イングランドとウェールズに分かれて出場したため、金メダルを獲得。1999年には、カナダのウィニペグで開催されたパンアメリカン競技大会のリレーでも金メダルを獲得。1か月後には、セビリアの世界選手権のリレーでもアメリカ、ポーランドに次いで3位でゴール。しかし、2008年にアメリカがドーピング違反で失格となったため2位に繰り上がり銀メダルとなった。
2000年シドニーオリンピックの4×400mリレーでは予選のみの出場となり、1位で予選通過。ジャマイカは決勝でも2分58秒78で3位となり、マクドナルドは銅メダルを手にした。2001年のリスボンの世界室内選手権のリレーでも、当初4位でゴールしたが、1999年と同様、アメリカの薬物違反により繰り上がり銅メダルとなる。また、2004年の世界室内のリレーでは金メダルを獲得している。

## 自己ベスト
- 200m - 21秒08 (1996年)
- 400m - 44秒64 (1996年6月9日)

## 主な実績
| 年   | 大会                   | 場所                         | 種目         | 結果      | 記録      |
| ---- | ---------------------- | ---------------------------- | ------------ | --------- | --------- |
| 1994 | 世界ジュニア陸上選手権 | リスボン(ポルトガル)         | 400m         | 1位       | 45秒83    |
| 1994 | 世界ジュニア陸上選手権 | リスボン(ポルトガル)         | 4×400mリレー | 2位       | 3分04秒12 |
| 1995 | 世界陸上選手権         | イェーテボリ(スウェーデン)   | 4×400mリレー | 2位       | 2分59秒88 |
| 1996 | オリンピック           | アトランタ(アメリカ合衆国)   | 400m         | 7位（sf） | 45秒48    |
| 1996 | オリンピック           | アトランタ(アメリカ合衆国)   | 4×400mリレー | 3位       | 2分59秒42 |
| 1997 | 世界陸上選手権         | アテネ(ギリシャ)             | 400m         | 8位（sf） | 45秒74    |
| 1997 | 世界陸上選手権         | アテネ(ギリシャ)             | 4×400mリレー | 3位       | 2分56秒75 |
| 1998 | コモンウェルスゲームズ | クアラルンプール(マレーシア) | 4×400mリレー | 1位       | 2分59秒03 |
| 1999 | パンアメリカン競技大会 | ウィニペグ(カナダ)           | 4×400mリレー | 1位       | 2分57秒97 |
| 1999 | 世界陸上選手権         | セビリヤ(スペイン)           | 400m         | 6位（qf） | 45秒87    |
| 1999 | 世界陸上選手権         | セビリヤ(スペイン)           | 4×400mリレー | 2位       | 2分59秒34 |
| 2000 | オリンピック           | シドニー(オーストラリア)     | 4×400mリレー | 1位（qf） | 3分03秒85 |
| 2001 | 世界室内陸上選手権     | リスボン(ポルトガル)         | 4×400mリレー | 3位       | 3分05秒45 |
| 2001 | 世界陸上選手権         | エドモントン(カナダ)         | 400m         | 6位（sf） | DNF       |
| 2004 | 世界室内陸上選手権     | ブダペスト(ハンガリー)       | 4×400mリレー | 1位       | 3分05秒21 |

- sfは準決勝、qfは準々決勝